# Port Orange
Port Orange  ist eine Stadt im Volusia County im US-Bundesstaat Florida mit 62.596 Einwohnern (Stand: 2020).

## Geographie
Port Orange grenzt an die Städte Daytona Beach, Daytona Beach Shores, South Daytona und New Smyrna Beach. Die Stadt liegt etwa 35 Kilometer nordöstlich von DeLand und 80 Kilometer nördlich von Orlando. 

## Geschichte
Port Orange wurde 1867 von Dr. John Milton Hawks am Ufer des Halifax River gegründet. Dr. Hawks war Chirurg der United States Army und gründete mit weiteren Offizieren der Union Army nach dem Bürgerkrieg die Florida Land and Lumber Company und siedelte 500 frei gelassene Sklaven nördlich des Spruce Creek am Halifax River an. 1867 verlegte Dr. Hawks die Siedlung, die er zunächst Orange Port nannte, an die heutige Stelle. Da dieser Ortsname bereits vorhanden war, nannte er die Siedlung im gleichen Jahr in Port Orange um.

## Demographische Daten
Laut der Volkszählung 2010 verteilten sich die damaligen 56.048 Einwohner auf 27.972 Haushalte. Die Bevölkerungsdichte lag bei 875,8 Einw./km². 91,3 % der Bevölkerung bezeichneten sich als Weiße, 3,3 % als Afroamerikaner, 0,3 % als Indianer und 2,2 % als Asian Americans. 1,0 % gaben die Angehörigkeit zu einer anderen Ethnie und 1,8 % zu mehreren Ethnien an. 4,5 % der Bevölkerung bestand aus Hispanics oder Latinos.
Im Jahr 2010 lebten in 24,1 % aller Haushalte Kinder unter 18 Jahren sowie 36,5 % aller Haushalte Personen mit mindestens 65 Jahren. 62,2 % der Haushalte waren Familienhaushalte (bestehend aus verheirateten Paaren mit oder ohne Nachkommen bzw. einem Elternteil mit Nachkomme). Die durchschnittliche Größe eines Haushalts lag bei 2,25 Personen und die durchschnittliche Familiengröße bei 2,76 Personen.
20,3 % der Bevölkerung waren jünger als 20 Jahre, 21,3 % waren 20 bis 39 Jahre alt, 28,3 % waren 40 bis 59 Jahre alt und 30,3 % waren mindestens 60 Jahre alt. Das mittlere Alter betrug 47 Jahre. 48,2 % der Bevölkerung waren männlich und 51,8 % weiblich.
Das durchschnittliche Jahreseinkommen lag bei 47.763 $, dabei lebten 9,8 % der Bevölkerung unter der Armutsgrenze.
Im Jahr 2000 war Englisch die Muttersprache von 94,00 % der Bevölkerung und 6,00 % hatten eine andere Muttersprache.

## Sehenswürdigkeiten
Folgende Objekte sind im National Register of Historic Places gelistet:
- Gamble Place Historic District
- Grace Episcopal Church and Guild Hall
- Port Orange Florida East Coast Railway Freight Depot
- Dunlawton Plantation-Sugar Mill Ruins
- Spruce Creek Mound Complex
- Dunlawton Avenue Historic District

## Verkehr
Die Stadt wird von der Interstate 95, vom U.S. Highway 1 (SR 5) sowie den Florida State Roads 5A und 421 durchquert. Zudem quert die Güterbahnstrecke der Florida East Coast Railway die Stadt.
Der Daytona Beach International Airport liegt rund fünf Kilometer entfernt.

## Kriminalität
Die Kriminalitätsrate lag im Jahr 2010 mit 179 Punkten (US-Durchschnitt: 266 Punkte) im niedrigen Bereich. Es gab zwei Morde, zwei Vergewaltigungen, 19 Raubüberfälle, 79 Körperverletzungen, 262 Einbrüche, 1072 Diebstähle, 77 Autodiebstähle und eine Brandstiftung.